# 小行星2197
小行星2197（2197 Shanghai）是一顆以中國城市上海命名的小行星。

## 概述
小行星2197是由紫金山天文台於1965年12月30日發現的。

## 基本參數
- 名稱: 2197 上海 (1965 YN)

### 軌道根數
- 日期: 2453200.5 (中國時間2004年7月14日08時00分00秒，歷書時)
- 偏心率: 0.1167164
- 升交點黃經: 56.6126°
- 軌道半徑: 3.1578791天文單位
- 公轉週期: 5.6118地球年
- 近日點日距: 2.7893028天文單位
- 近日點角距: 68.37681°
- 黃經平均變化率: 0.175635°/天
- 近日點日期: 2451496.0696732 (中國時間1999年11月13日21時40分20秒，歷書時)
- 軌道傾角: 2.50893 °
- 遠日点日距: 3.52645538天文單位

## 請參見
- 上海